# Louis Sen A Kauw

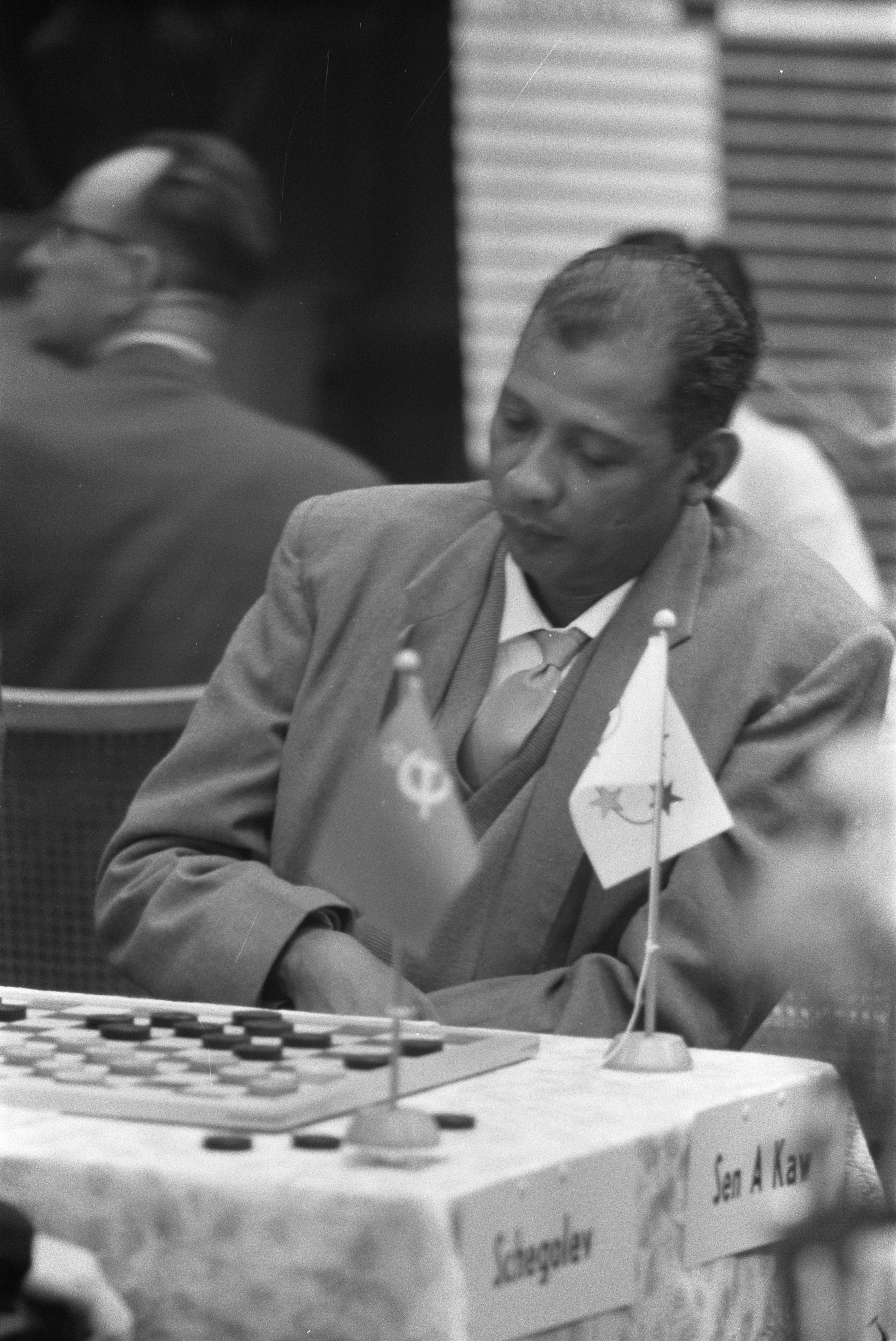
Sen A Kauw tijdens wereldkampioenschap (1960)

Louis Jacques George Sen A Kauw/Kaw (Paramaribo, 10 april 1919 – 10 februari 1995) was een Surinaams dammer.

## Biografie
De vader van Sen A Kauw was bruggenbouwer bij het ministerie van Openbare Werken en Verkeer en zijn moeder huisvrouw. Hij was nog jong toen zijn ouders gingen scheiden en zijn moeder als wasvrouw onvoldoende verdiende om het gezin te onderhouden. Hij deed het goed op de lagere school maar zijn vader weigerde hem financieel te steunen om verder te leren. Sen A Kauw ging in de leer bij een kleermaker en deed daarnaast veel aan dammen.
In 1950 organiseerde de Eerste Surinaamse damvereniging Suriname een damtoernooi waarvan de winnaar zich landskampioen zou mogen noemen. Sen A Kauw won, maar omdat er nog geen Surinaamse dambond bestond, werd besloten dat die landstitel niet toegekend kon worden. In 1952 werd de Surinaamse Dambond opgericht en later dat jaar werd hij alsnog de eerste landskampioen. Ook in 1956 en 1960 behaalde hij die titel. 
Sen A Kauw nam deel aan het wereldkampioenschap dammen in 1960 dat in Nederland werd gehouden. Hij won beide wedstrijden van de Franse kampioen en grootmeester Abel Verse en speelde beide keren remise tegen de oud-wereldkampioen Iser Koeperman; beide uitslagen had hij voorspeld.  Van de veertien deelnemers eindigde hij op de achtste plaats. Hierop besloot de Nederlandse dambond hem tot grootmeester te benoemen. De Surinaamse dambond had hem zo weinig geld meegegeven dat hij, hoewel hij in het goedkoopste hotel sliep, de rekening niet kon betalen waarop de hoteleigenaar zijn koffer in beslag nam. Toen dit bekend werd, kreeg hij financiële steun van de Nederlandse dambond. Sen A Kauw raakte teleurgesteld in de Surinaamse bond die haar toezeggingen niet nakwam. Hij overleed in 1995 op 75-jarige leeftijd.